# 埃特雷希 (马恩省)
埃特雷希（法語：Étréchy，法語發音：[etʁeʃi] ⓘ）是法国马恩省的一个市镇，位于该省中部偏西南，属于香槟沙隆区。

## 地理
埃特雷希（48°53'9"N, 3°56'35"E）面积6.64 平方千米，位于法国大東部大區马恩省，该省份为法国东北部内陆省份，北起阿登省，西北接埃纳省，西南接塞纳-马恩省，南至奥布省，东南接上马恩省，东临默兹省。
与埃特雷希接壤的市镇（或旧市镇、城区）包括：苏利耶尔、贝热尔莱韦尔蒂、瓦勒德马赖、日夫里莱卢瓦西、韦尔-土伦、布朗科托。

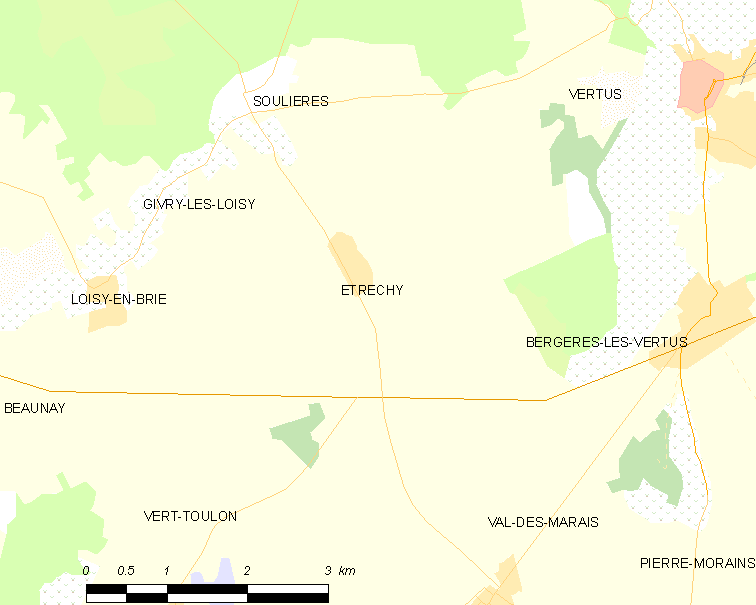
的OSM定位图

埃特雷希的时区为UTC+01:00、UTC+02:00（夏令时）。

## 行政
埃特雷希的邮政编码为51130，INSEE市镇编码为51239。

## 政治
埃特雷希所属的省级选区为韦尔蒂-香槟平原县。

## 人口

1962-2008年间人口变化图示

埃特雷希于2022年1月1日时的人口数量为102人。